# Podelzig

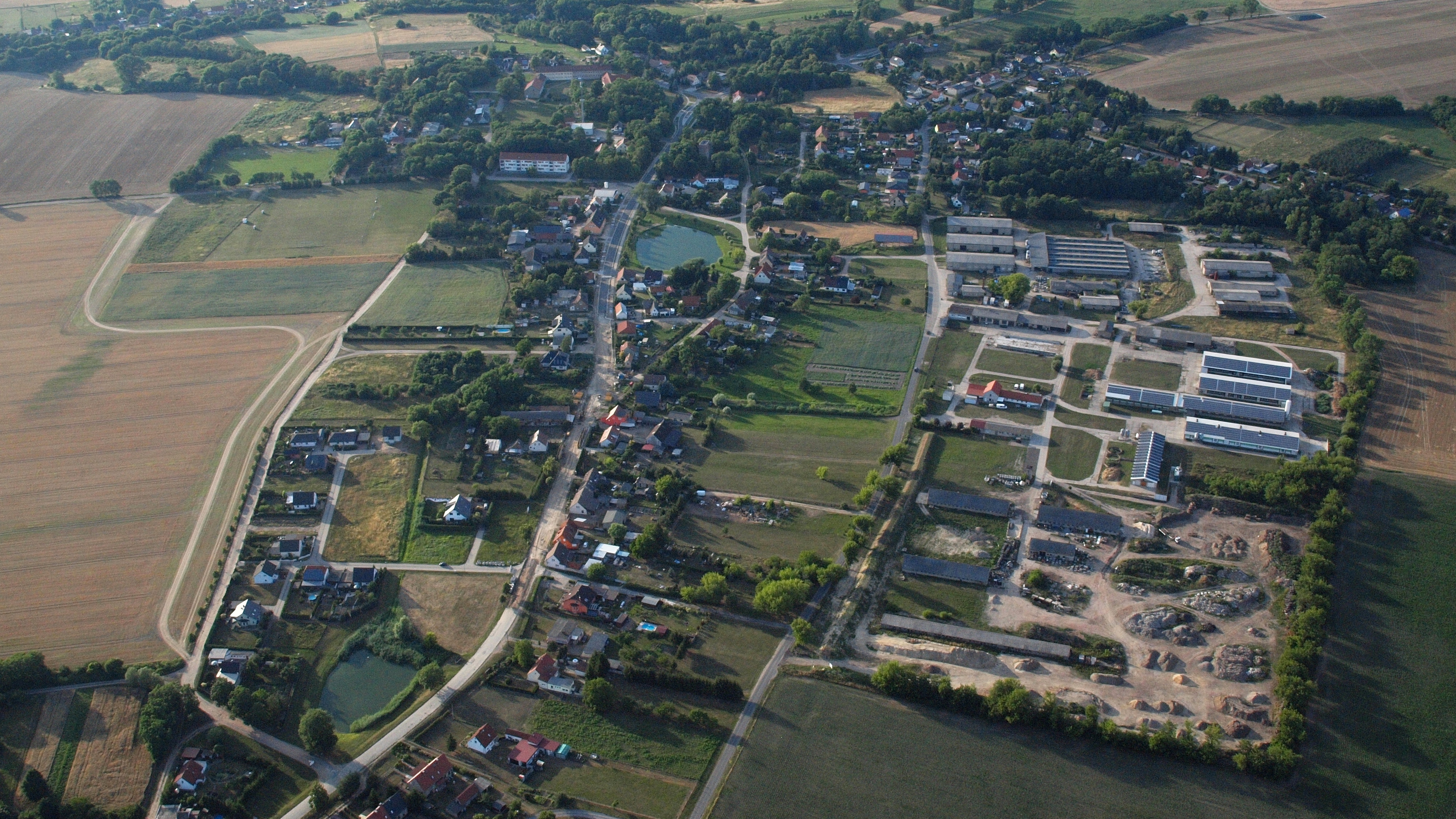
Podelzig, Luftaufnahme (2015)

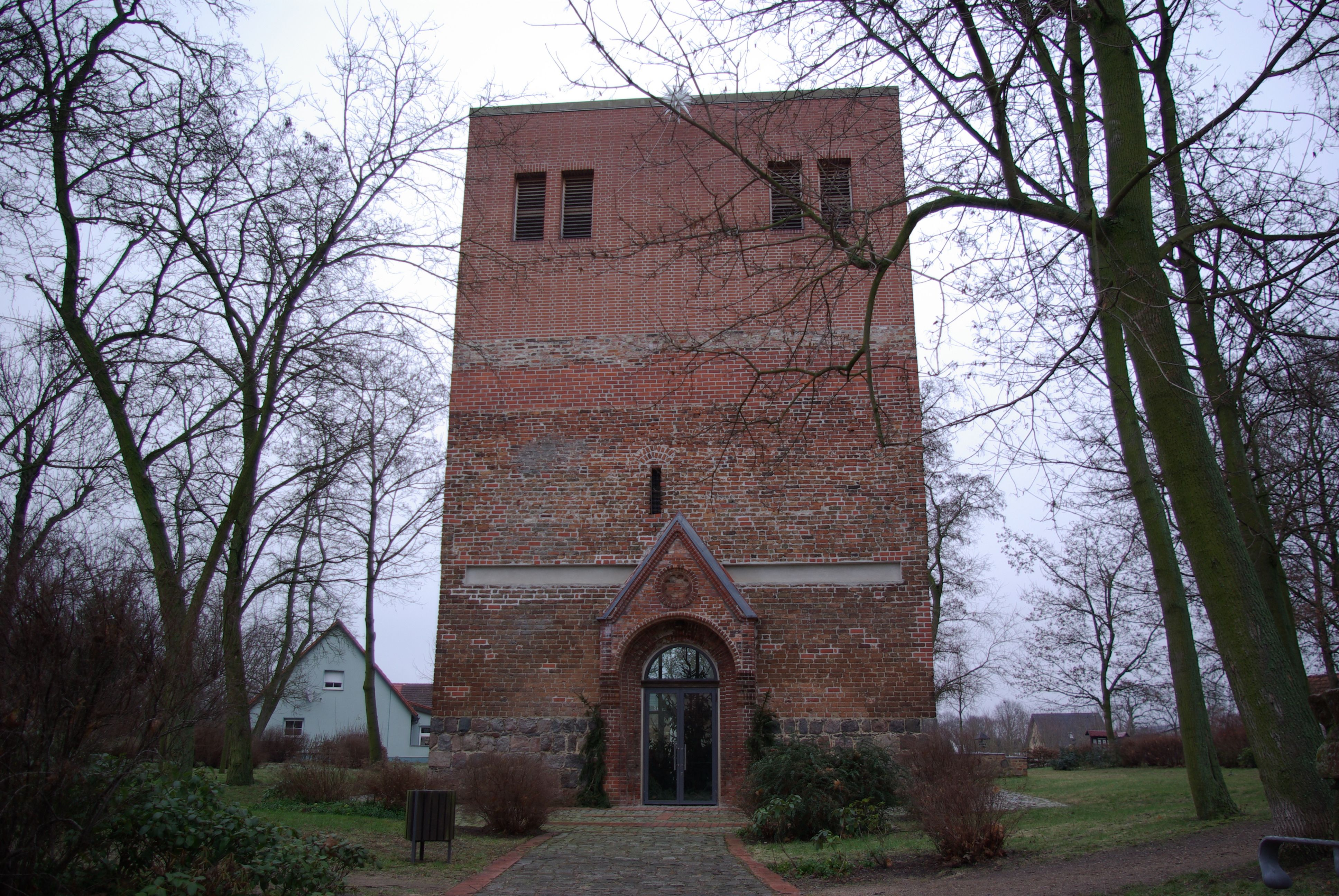
Kirche von Podelzig

Podelzig ist eine Gemeinde im Landkreis Märkisch-Oderland in Brandenburg (Deutschland). Sie gehört dem Amt Lebus an.

## Geografie
Podelzig liegt am südlichen Ende des Reitweiner Sporns etwa 5 km westlich der Oder.

## Gemeindegliederung
Zur Gemeinde Podelzig gehören die bewohnten Gemeindeteile Klessin, Podelzig, Siedlung und Wuhden sowie die Wohnplätze Neu Podelzig und Schäferei. Der Hauptort Podelzig ist aus mehreren Teilen zusammengewachsen, die aber keinen eigenen Ortsteilcharakter haben: Altpodelzig (auf der Höhe), Neupodelzig (Kolonie) unterhalb des Berghanges und Podelzig-Siedlung (ehemals: Zuckerfabrik).

## Geschichte

### Bis zum 19. Jahrhundert
Der slawische Name „Podolzk“ deutet auf eine vorherige slawische Besiedlung, vermutlich mindestens seit dem 8. Jahrhundert.
Archäologisch nachgewiesen ist eine Besiedlung seit dem 11. Jahrhundert (Ausgrabungen in der alten Kirche 2004).
Das Dorf Podelzig wurde zuerst 1354 urkundlich erwähnt; zugleich mit dem Städtchen Lebus wurde Podoltzgk von Markgraf Ludwig II. an Bischof Heinrich II. übergeben. Um 1400 waren Hans und Peter von Borghaßdorf (von Burgsdorff) die Lehnsbesitzer des Dorfes, ferner Hans und Heinrich Weynschutze und Heinrich List, die aber keine Anteile an Podelzig erwarben. Der 1439 verstorbene Lebuser Bischof Peter II. von Burgsdorff ist vermutlich im Erbbegräbnis derer von Burgsdorff in Podelzig beerdigt worden. Schon vor 1495 bis etwa 1514 hatten die von Gellnitz (Göllnitz) einen Wohnhof in Podelzig. 1497 verkaufte Hans von Göllnitz das Dorf Birkholz an Bartholomäus (Barthus) Kracht auf Groß Rietz.
Am 4. April 1563 wurde der 1515 geborene Hans von Burgsdorff Rittergutsbesitzer; er erwarb später einen zweiten Rittersitz, zwei Schäfereien und eine Windmühle in Podelzig sowie etliche Dörfer in der Umgebung. 1594 kaufte er für 13.000 Taler ein Drittel des ganzen Ortes Podelzig von seinem entfernten Verwandten Levin Burgsdorff. Nachdem 1539 die Reformation in der Mark Brandenburg eingeführt wurde, erhielt Mitte des 16. Jahrhunderts auch Podelzig einen evangelischen Prediger. In der Folge wurden auch Umbau- und Instandsetzungsarbeiten an der Kirche durchgeführt.
Im Dreißigjährigen Krieg kam es mehrfach zu schweren Verwüstungen und Plünderungen. Im Jahre 1636 wurde Podelzig von den kaiserlichen Truppen unter Oberst von Manteuffel geplündert, die Kirche beschädigt, das Pfarrhaus angezündet und der Pfarrer Crupsacius ermordet. Im August 1639 wurde Podelzig durch schwedische Truppen unter den Obersten Drewitz und Stenbock in Brand gesteckt; fast das ganze Dorf wurde vernichtet. Nach dem Ende des Krieges forderte der Rittergutsbesitzer Arnim von Burgsdorff 1652 kurfürstliche Hilfe für den Neubau des Pfarrhauses ein, da Podelzig vollständig verarmt war.
Um 1674 kaufte Kurfürst Friedrich Wilhelm etwa die Hälfte des Ortes und richtete in Podelzig ein Vorwerk zum Domänenamt Lebus ein, zu dem bereits das damals selbstständige Dorf Wuhden gehörte. Nach der Trockenlegung des Oderbruchs durch Friedrich den Großen wurde 1775 Neu Podelzig als Kolonistendorf gegründet und trug lange die Bezeichnung „Kolonie“. Podelzig hatte am wirtschaftlichen Aufschwung teil, 1829 wurde die Chaussee von Frankfurt (Oder) nach Manschnow durch Podelzig gebaut, 1856 wurde die Eisenbahnlinie Frankfurt–Küstrin über Podelzig eingerichtet, allerdings bekam Podelzig erst 1879 einen Haltepunkt.

### 20. Jahrhundert
Die die in der Oderland-Region bald weit verbreitete Gutsbesitzerfamilie Schulz wurde Besitzer des Rittergutes Podelzig. Um 1900 umfasste das Gut im Ort 618 ha Land. Familie Schulz blieben dann bis 1945 die Eigentümer. Deren letzte Vertreter waren nachweislich unter anderem Dr. phil. Richard Schulz-Wulkow (1860–1926). Er blieb auch laut Verfügung des Amtsgerichtes zu Berlin vom 17. Juli 1920 berechtigt, für sich und seine Nachfahren den Doppelnamen führen zu können. Ihm folgte der sehr wohlhabende Konrad Schulz-Wulkow (1897–1945). Zeitgleich gab es einen Rusticalbesitz (159 ha), ein Rusticalgut mit Platanenhof (33 ha) und eine Königliche Domäne (440 ha) gemäß dem amtlichen Handbuch des Grundbesitzes für Brandenburg in der Gemarkung Podelzig. 
1928 wurden die Landgemeinden Alt Podelzig und Neu Podelzig sowie die Gutsbezirke Adlig Podelzig und Königlich Podelzig zur Gemeinde Podelzig zusammengeschlossen. Für das Rittergut liegen die Daten von vor der großen Wirtschaftskrise vor, 580 ha. Verwalter war Fr. Wuttke. Mit den 23 ha des Emil Reimann ist ein weiterer Hof vorgegeben.
Zum Ende des Zweiten Weltkrieges wurde Podelzig durch die Kriegshandlungen während der Schlacht um Berlin zu 85 Prozent zerstört. In der Hauptkampfzone liegend, war der Ort ständigen Angriffen und Gegenangriffen von Wehrmacht und Roter Armee ausgesetzt. Bahnhof und Versorgungsleitungen waren zerstört. Von den vorher etwa 1000 Einwohnern kehrten nur 180 nach Podelzig zurück; von ihnen starben 52 an Typhus. In den nachfolgenden Jahren verunglückten 20 Menschen durch Minen. Auch das Pfarrhaus war völlig zerstört; die darin enthaltenen alten Unterlagen und Kirchenbücher sind vollständig verbrannt.
Die Ortsteile Klessin und Wuhden wurden 1946 und 1950 nach Podelzig eingemeindet.
Podelzig gehörte seit 1817 zum Kreis Lebus in der Provinz Brandenburg und ab 1952 zum Kreis Seelow im DDR-Bezirk Frankfurt (Oder). Seit 1993 liegt die Gemeinde im brandenburgischen Landkreis Märkisch-Oderland.

### Eingemeindungen
Am 1. Juli 1950 wurde die bis dahin eigenständige Gemeinde Wuhden (ohne die Wuhdener Loose) eingegliedert.

## Bevölkerungsentwicklung
| Jahr | Einwohner |
| ---- | --------- |
| 1933 | 964       |
| 1939 | 851       |
| 1946 | 0784      |
| 1950 | 1199      |
| 1964 | 1230      |
| 1971 | 1230      |
| 1981 | 1038      |

| Jahr | Einwohner |
| ---- | --------- |
| 1985 | 0993      |
| 1990 | 0923      |
| 1995 | 0899      |
| 2000 | 1000      |
| 2005 | 0992      |
| 2010 | 0951      |
| 2015 | 0855      |

| Jahr | Einwohner |
| ---- | --------- |
| 2020 | 882       |
| 2021 | 895       |
| 2022 | 875       |
| 2023 | 867       |
| 2024 | 877       |

 Gebietsstand des jeweiligen Jahres, Einwohner: Stand 31. Dezember (ab 1991), ab 2011 auf Basis des Zensus 2011, ab 2022 auf Basis des Zensus 2022

## Politik

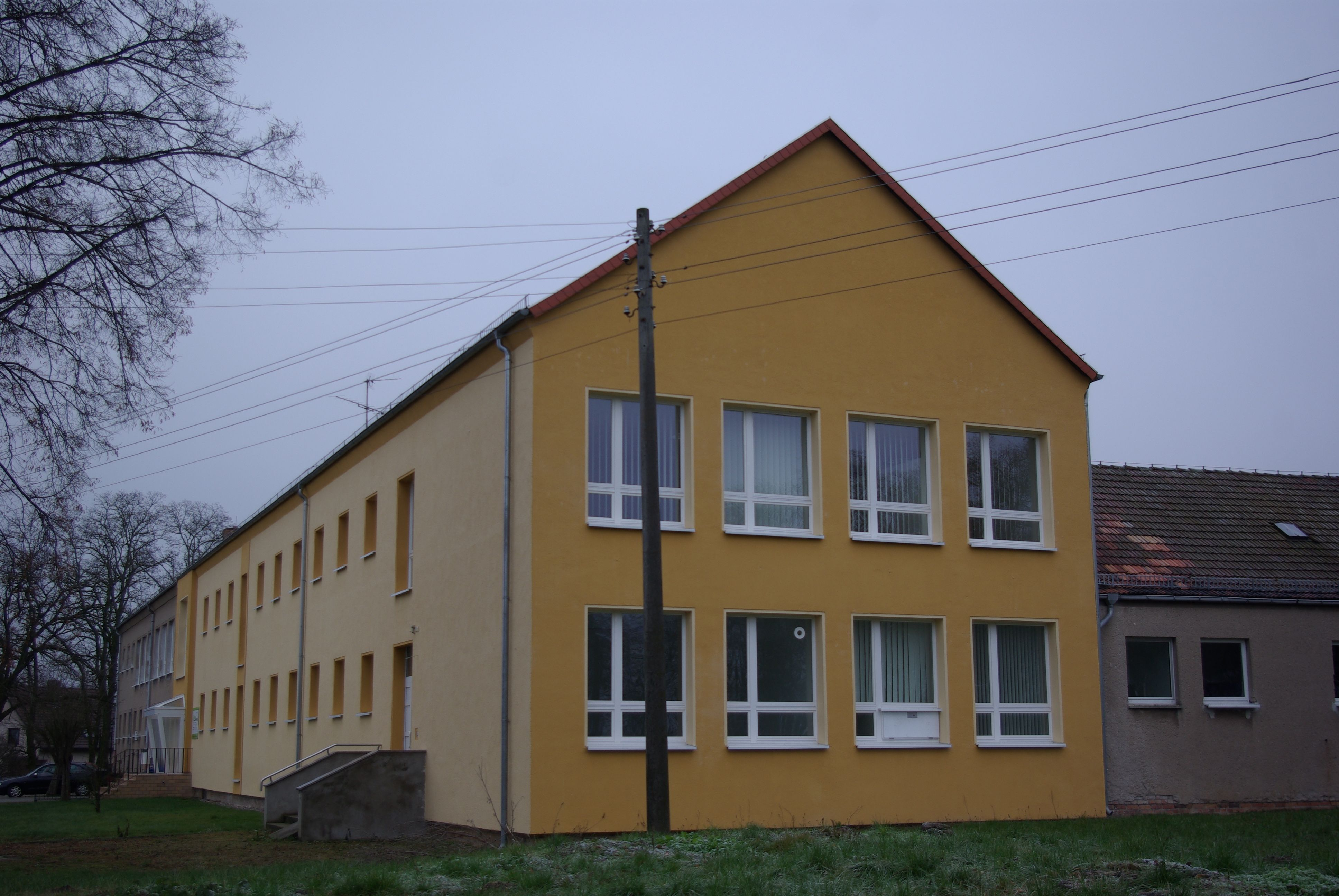
Gemeindeverwaltung

### Gemeindevertretung
Die Gemeindevertretung von Podelzig besteht aus zehn Gemeindevertretern und dem ehrenamtlichen Bürgermeister. Die Kommunalwahl am 26. Mai 2019 führte zu folgendem Ergebnis:
| Wählergruppe               | Stimmenanteil | Sitze |
| -------------------------- | ------------- | ----- |
| Bürger für Podelzig        | 56,8 %        | 6     |
| Gemeinschaft freier Wähler | 43,2 %        | 4     |

### Bürgermeister
- 1998–2003: Johannes Rennoch (CDU)[14]
- 2003–2014: Alfred Nowak[15]
- 2014–2019: Angelika Knispel (Bürger für Podelzig)[16]
- seit 2019: Thomas Mix (Bürger für Podelzig)[17]

Mix wurde in der Bürgermeisterwahl am 9. Juni 2024 ohne Gegenkandidat mit 75,2 % der gültigen Stimmen für eine weitere Amtszeit von fünf Jahren zum ehrenamtlichen Bürgermeister wiedergewählt.

### Wappen
| Wappen von Podelzig | Blasonierung: „In Silber über einem blauen Wellenschildfuß eine durchgehende, gemauerte rote Bogenbrücke, belegt mit zwei goldenen Adonisröschen; im mittleren und höheren der drei gewölbten Brückenjoche das Wappen der von Burgsdorff (dreifach gespalten von Rot und Silber, belegt mit einem blauen Balken).“ |
| Wappen von Podelzig | Das Wappen wurde am 21. Januar 2004 durch das Ministerium des Innern genehmigt. |

### Partnergemeinde
- Bledzew, Polen

## Sehenswürdigkeiten

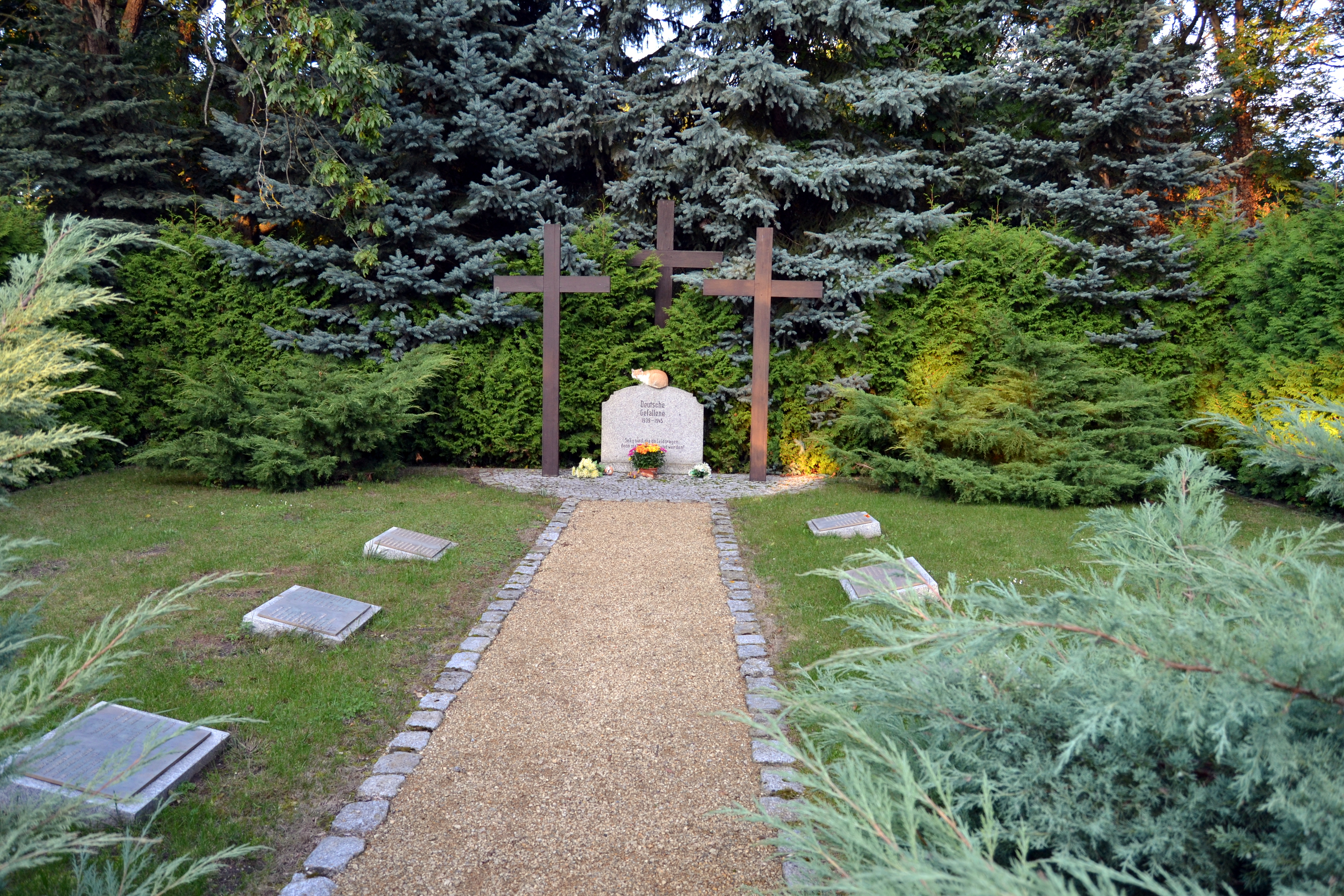
Deutsche Soldatengräber von 1945 auf dem Friedhof von Podelzig

Die Ruine der Podelziger Dorfkirche, zwei Grabsteine und auch die Kirchhofsmauer stehen unter Denkmalschutz. 2005 wurde der nach den Zerstörungen des Zweiten Weltkriegs verbliebene Turmstumpf mit einem neuen Aufbau versehen, der als Ausstellungsraum und Aussichtsplattform dient.

## Wirtschaft und Infrastruktur
Im Jahre 2003 wurde der von Prokon betriebene Windpark Podelzig/Lebus mit 14 Windkraftanlagen eingeweiht. Die direkt an der B 112 am Ortsausgang Richtung Lebus stehenden Windkraftanlagen haben eine Nennleistung von 18,2 MW.

### Verkehr
Podelzig wird von der Bundesstraße 112 zwischen Manschnow und Frankfurt (Oder) durchquert.
Der Ort hatte einen Bahnhof an der Bahnstrecke Küstrin-Kietz–Frankfurt (Oder). 1996 wurde der Verkehr eingestellt und die Strecke wenige Jahre später abgebaut.

### Bildung
Die ehemalige Polytechnische Oberschule in Podelzig mit dem Namenszusatz  G.K.Shukow war für die Orte Podelzig, Reitwein, Rathstock und Hathenow für mehr als 30 Jahre ein wichtiger Schulstandort.